# Oneida (Tennessee)
Oneida è un comune (town) degli Stati Uniti d'America della contea di Scott nello Stato del Tennessee. La popolazione era di 3,752 persone al censimento del 2010.
Oneida è nota per la sua vicinanza al Big South Fork National River and Recreation Area. Deve il suo nome alla città di Oneida nello Stato di New York, da dove provenivano diversi dirigenti delle ferrovie che contribuirono a sviluppare la città nel tardo XIX secolo.

## Geografia fisica
Oneida è situata a 36°30′02″N 84°31′00″W (36.500535, -84.516553).
Secondo lo United States Census Bureau, ha un'area totale di 10,3 miglia quadrate (26,7 km²).

## Società

### Evoluzione demografica
Secondo il censimento del 2000, c'erano 3,615 persone.

### Etnie e minoranze straniere
Secondo il censimento del 2000, la composizione etnica della città era formata dal 98,34% di bianchi, lo 0,03% di afroamericani, lo 0,14% di nativi americani, lo 0,39% di asiatici, lo 0,19% di altre razze, e lo 0,91% di due o più etnie. Ispanici o latinos di qualunque razza erano lo 0,30% della popolazione.